# Лула (Џорџија)
Лула (енгл. Lula) град је у америчкој савезној држави Џорџија. По попису становништва из 2010. у њему је живело 2.758 становника.

## Демографија
Према попису становништва из 2010. у граду је живело 2.758 становника, што је 1.320 (91,8%) становника више него 2000. године.
| Група             | 2000.         | 2010.         |
| Белци             | 1.277 (88,8%) | 2.314 (83,9%) |
| Афроамериканци    | 117 (8,1%)    | 205 (7,4%)    |
| Азијати           | 6 (0,4%)      | 29 (1,1%)     |
| Хиспаноамериканци | 32 (2,2%)     | 147 (5,3%)    |
| Укупно            | 1.438         | 2.758         |